# Eupithecia cerynea
Eupithecia cerynea là một loài bướm đêm trong họ Geometridae.